# Жашківський район
Жа́шківський райо́н — колишня адміністративно-територіальна одиниця Черкаської області. Утворений 1923 року та ліквідований 2020. Площа — 964 км² (4,6 % від території області). Районний центр — місто Жашків. День району — 14 жовтня. Після ліквідації, територія району увійшла до складу Уманського району.

## Географія
На півночі та північному заході межував зі Ставищенським і Тетіївським районами Київської області, на сході — з Лисянським, Маньківським і на південному сході з Монастирищенським районами Черкаської області.
Район розташований на кристалічному щиті Придніпровської височини у північно-західній частині Черкаської області. Його західна частина горбиста, перерізана балками та ярами.
Основний тип ґрунтів району — малогумусні реградовані чорноземи. У південно-західній частині району виявлено поклади бурого вугілля, у північно-західній — граніту. Промислового значення не мають. Багатий район на торф, глину, пісок. Виявлено родовище бентонінової глини та будівельного піску.
Ближче до південної межі район перетинає річка Гірський Тікич, у яку впадають декілька приток. Ще одна річка Молочна бере початок у південно-західній частині району. На території району, особливо в його західній частині, велика кількість штучних водойм. Територія малозаліснена.

### Природно-заповідний фонд
У районі створено 5 заказників: загальнодержавного значення — Шуляцьке болото; місцевого значення — Острожанський, Охматівський, Лебедине озеро, Сабадашківський та ентомологічний заказник «Жашківський». Існує також 2 пам'ятки природи місцевого значення.

## Історія
Станом на 1 вересня 1946 року в районі було 25 населених пунктів, які підпорядковувались 23 сільським радам. З них 23 села і 2 хутора:
- села: Баштечки, Бузівка, Вільшанка, Вороне, Житники, Конела, Королівка, Кривчунка, Леміщиха, Литвинівка, Марійка, Нагірна, Олександрівка, Острожани, Охматів, Побійна, Пугачівка, Сабадаш, Скибин, Сорокотяга, Тетерівка, Шуляки, Тинівка
- хутори: Адамівка, Костянтинівка, Медувата.

## Транспорт
Із півночі на південь територію району перетинає автомагістраль E95М05 Санкт-Петербург — Одеса.

## Населення
Національний склад населення за даними перепису 2001 року:
| Національність | Кількість осіб | Відсоток |
| -------------- | -------------- | -------- |
| українці       | 44385          | 97,59 %  |
| росіяни        | 696            | 1,53 %   |
| цигани         | 132            | 0,29 %   |
| білоруси       | 77             | 0,17 %   |
| молдовани      | 36             | 0,08 %   |
| інші           | 157            | 0,35 %   |

Мовний склад населення за даними перепису 2001 року:
| Мова       | Кількість осіб | Відсоток |
| ---------- | -------------- | -------- |
| українська | 44622          | 98,11 %  |
| російська  | 682            | 1,50 %   |
| циганська  | 45             | 0,10 %   |
| білоруська | 44             | 0,10 %   |
| вірменська | 32             | 0,07 %   |
| інші       | 58             | 0,13 %   |

### Найбільші населені пункти
| №  | Населений пункт | Населення, осіб (2007) |
| -- | --------------- | ---------------------- |
| 1  | Жашків          | 15 687                 |
| 2  | Бузівка         | 2 084                  |
| 3  | Скибин          | 2 083                  |
| 4  | Тинівка         | 1 523                  |
| 5  | Червоний Кут    | 1 457                  |
| 6  | Тетерівка       | 1 338                  |
| 7  | Соколівка       | 1 290                  |
| 8  | Пугачівка       | 1 226                  |
| 9  | Вороне          | 1 186                  |
| 10 | Зелений Ріг     | 1 146                  |

## Політика
25 травня 2014 року відбулися Президентські вибори України. У межах Жашківського району було створено 40 виборчих дільниць. Явка на виборах складала — 68,74 % (проголосували 22 412 із 32 603 виборців). Найбільшу кількість голосів отримав Петро Порошенко — 49,83 % (11 168 виборців); Юлія Тимошенко — 17,75 % (3 979 виборців), Олег Ляшко — 15,91 % (3 566 виборців), Анатолій Гриценко — 7,70 % (1 726 виборців). Решта кандидатів набрали меншу кількість голосів. Кількість недійсних або зіпсованих бюлетенів — 0,82 %.

## Пам'ятки архітектури
- Жашківський цукровий завод (1892; початок ХХ ст.) (зруйнований);
- Гідроелектростанція (1950) с. Вороне;
- Земська школа (1912) с. Зелений Ріг;
- Будинок поміщика Галандзовського (1913) с. Конельські Хутори;
- Церква Св. Дмитра (1833[4]) с. Конельські Хутори;
- Будинок управителя маєтком (1885) с. Сорокотяга.

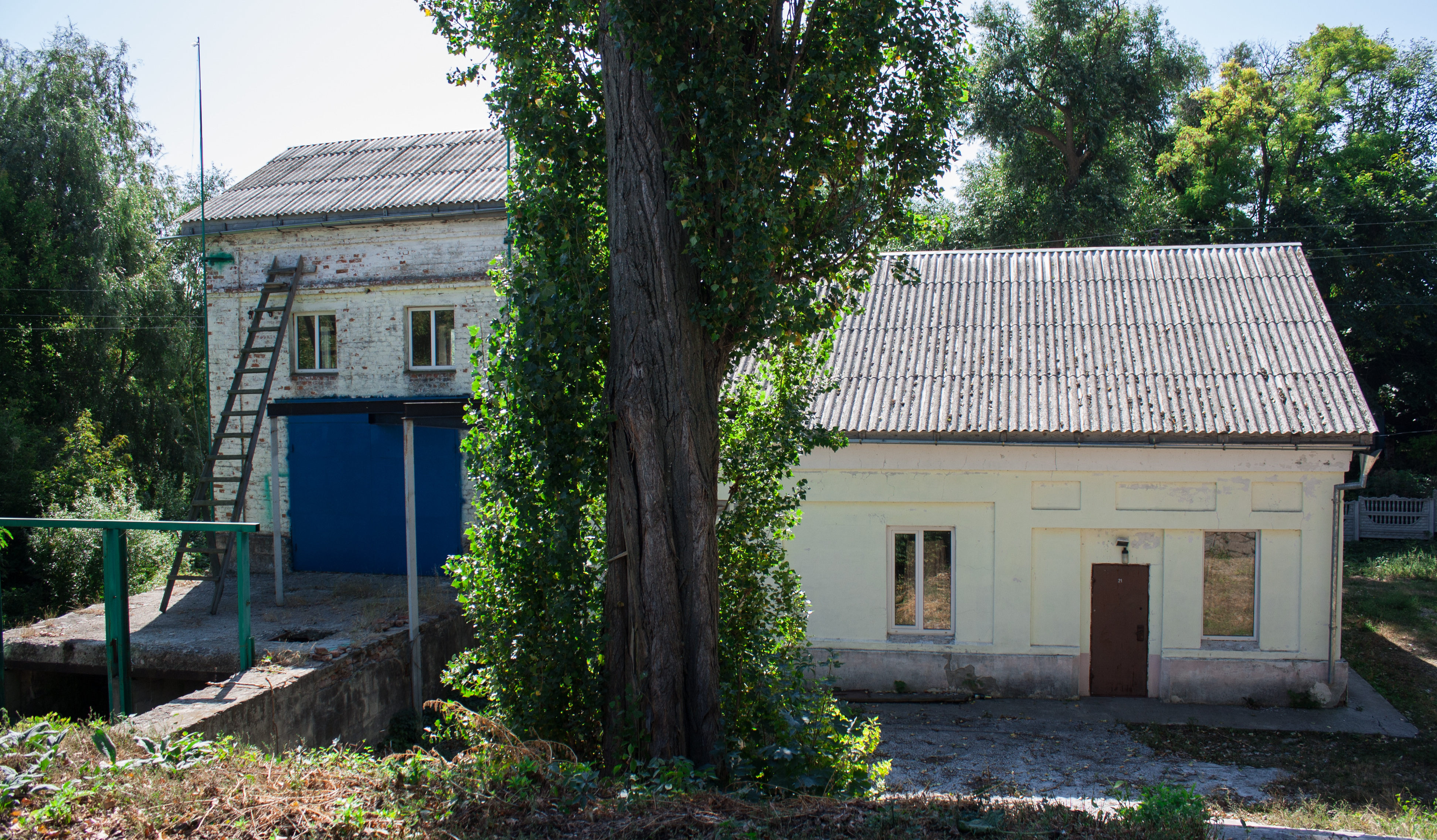
Гідроелектростанція  в селі Вороне
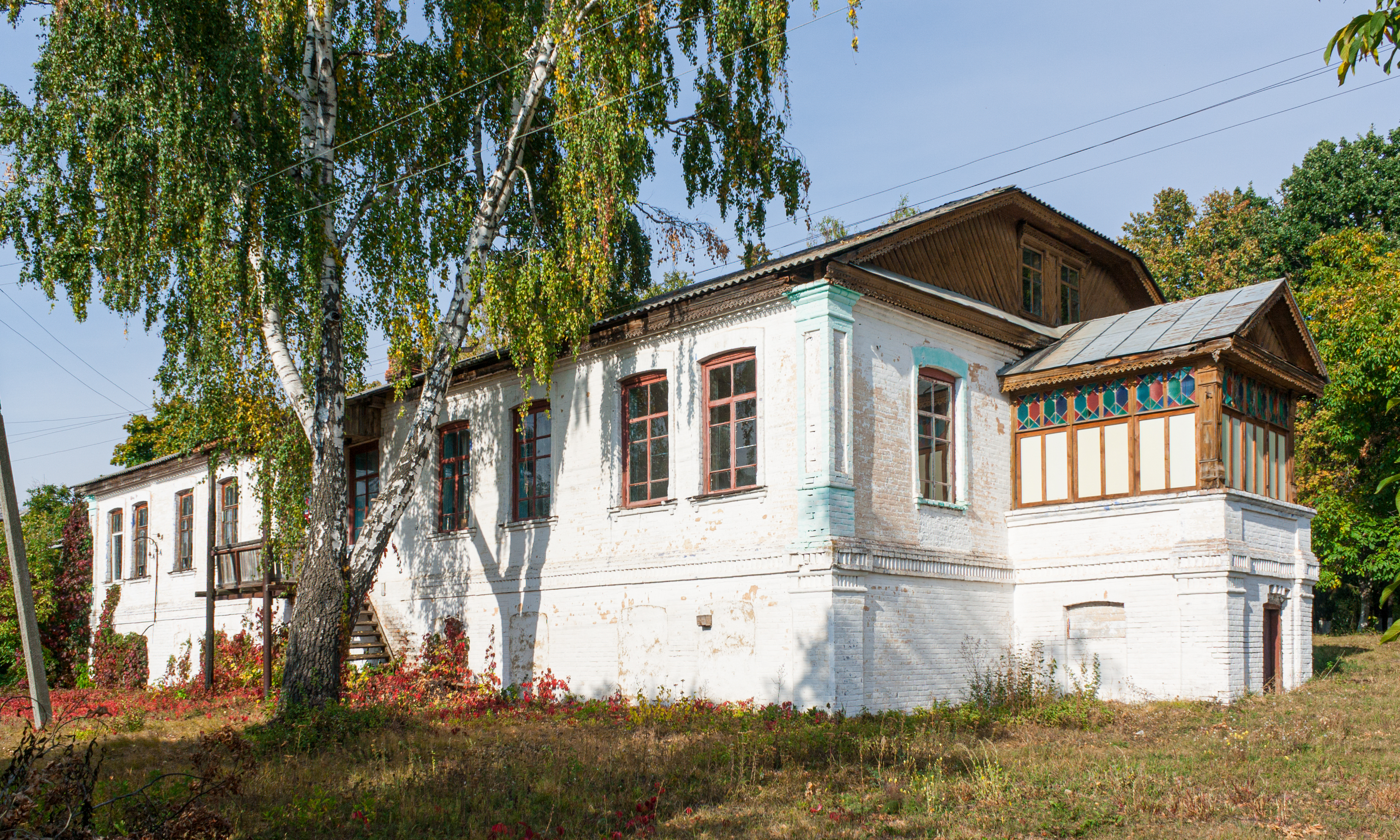
Будинок управителя маєтком в селі Сорокотяга

## Персоналії
- Бочковський Леонард Юліанович — член Української Центральної Ради.